# ジャーマン・コースト
ジャーマン・コースト（German Coast）は、ミシシッピ川沿いのニューオーリンズより上流にあった初期のルイジアナの入植地の一地域。具体的には、現在のアケイディアナ地域のセントジョンザバプティスト、セントチャールズ、セントジェームズの各郡を指す。その名前は、1721年に実業家ジョン・ローとインド会社と共に入植した、多数の人口のドイツ人開拓者に由来する。1731年に会社が倒産すると、ドイツ人は独立した土地所有者となった。
周期的な洪水、ハリケーン、辺境生活の苦難にもかかわらず、ドイツ人開拓者たちは彼らの入植地を成功させた。彼らの農業の努力は、食物を彼らだけではなくニューオーリンズの居住者にも提供した。ある歴史家は、これらのドイツ人農家によって初期のニューオーリンズが生き残ったと認めている。
1768年、彼らはキャバノセ・ポストから来たアカディア人と共にニューオーリンズへの進軍に加わり、スペイン領総督のアントニオ・デ・ウリョアを転覆させた。ドイツ人とアカディア人入植者は、スペイン領総督ベルナルド・デ・ガルベスの下、アメリカ独立戦争で英国と戦うため再び力を合わせた。
ジャーマン・コーストの入植者のほとんどは、ドイツのラインラント地域とスイスのドイツ語を話す州の出身で、バイユー・ドゥ・アルマン、ラ・ドゥ・アルマン（それぞれジャーマン・バイユー、ジャーマン・レイクのフランス語）など、現在の他の場所でも彼らの名前を有している。しかしこれらのエリアは単にドイツまたはアカディア出身の人々が入植したのではなく、実は多くの「ドイツ人」が、おおむねフランスのアルザス＝ロレーヌや一部はスイスとベルギーのドイツ語を話す地域から来た。
最終的にドイツ人移民はアカディア人とその末裔と混血婚をして、フランス語を話すようになり、アカディア人とその他の地域の入植者とともにケイジャン文化へと変換された。一例として、ドイツ人入植者はダイアトニック式のアコーディオンをこの地域に導入し、20世紀初めまでにはケイジャン音楽で優勢を占める楽器となった。

## 参照
1. ↑  Wall et al., Louisiana: A History (Fourth Edition)
2. ↑  Acadian-Cajun Genealogy and history
3. ↑  University of Louisiana at Lafayette Center for Cultural and Eco-Tourism
4. ↑  CajunCulture.com, original source: Brasseaux, Founding of New Acadia; Taylor, Louisiana; Wall et al., Louisiana
5. ↑  The German-Acadian Coast Historical and Genealogical Society